# Homosexualitetens historia

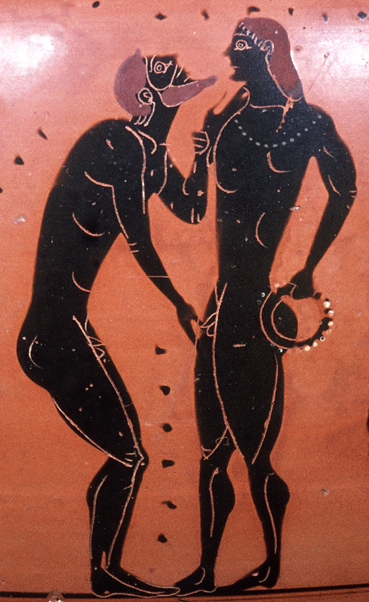
Manligt par avbildat på en amforavas från Attika cirka 540 f.Kr.

Homosexualitetens historia är den historiska beskrivningen av vad vi idag kallar homosexualitet. De första skriftliga källorna om samkönad kärlek uppträder under det antika Grekland. Att homosexualitet började beskrivas under grekiska antiken beror på en förändring i de skrivna texterna då handlingarna blev mer personliga. I senare mansdominerade samhällen fortsatte sedan beskrivningarna kring främst manlig homosexualitet. Ett undantag är den kvinnliga poeten Sapfo som verkade under 500-talet f.Kr från ön Lesbos (även kallad Lesvos). Hon hade bland annat en skola för unga kvinnor på ön. Sapfos kärleksdikter tros vara riktade till en kvinna, därav uttrycken lesbisk och sapfisk kärlek om kvinnlig homosexualitet. Även Bibeln talar om manliga sexuella handlingar i tredje Mosebok. Dock omnämns inte kvinnliga sexuella handlingar otvetydigt i Bibeln, Rom 1:26 har dock nämnts som ett möjligt ställe även om flera alternativa tolkningar existerar.

## Antiken
Under antiken var grekernas manliga homosexualitet, precis som i Japan och Kina fokuserad kring relationen mellan vuxna män och ynglingar (se pederasti). Kärlek mellan män ansågs som något högt skattat; huruvida dess grundsten var en sinnlig kärlek eller köttslig kärlek (så kallad eros) är omtvistat.[källa behövs] Beskrivningar av homosexuell kärlek finns dock i verk av flera grekiska författare, däribland Platon. I texten "Gästabudet" av just Platon diskuteras olika slags kärlek ingående, men inga större åtskillnader görs där mellan den homosexuella och heterosexuella kärleken. Istället är frågan om kärlek en fråga om konst, liksom för de flesta kulturer under den här tiden. Sexuella samlagsställningar är noga reglerade. Det är också en fråga om strikta hierarkier, där slavens och kvinnans position bestäms genom bland annat dess ställning i sexakten, där den penetrerande ansågs som manligt.[källa behövs]
De indiska sexinstruktionerna Kama Sutra och tantra innehåller råd om "hur den kroppsliga kärleken ska utövas". Här beskrivs bland annat hur kvinnor kan tillfredsställa varandra med hjälp av en stav eller liknande föremål. Här finns även ett stycke om tritiya (ett "tredje kön) och oralsex. I stort fokuserar Kama Sutra dock på heterosexualitet och avråder från homosexuellt sex (fortfarande med fokus på manlig homoerotik), inte av moraliska skäl, utan med hänsyn till hygien eller barnalstring.[källa behövs]
Det romerska riket hade inte samma starka litterära inriktning för beskrivningar av homosexuell praktik eller dess bruk och seder. Flera kejsare har dock enligt samtida historieskrivare haft manliga älskare.[källa behövs] Dessa berättelser var dock ofta inlägg i debatten, och historieskrivarna starka tendenser till försvarare av gamla republiken.[källa behövs]
Genomgående saknas dock närmare beskrivning av kvinnlig homosexualitet, mer än som något potentiellt farligt i vissa romerska källor. I Platons Gästabudet låter dock Platon Aristofanes beskriva dragning mellan människor som uppdelat i de kvinnor som enbart vill ha kvinnor, de män som enbart vill ha män och de män/kvinnor som enbart attraheras av det motsatta könet. Det sista beskrivs som det absolut lägsta.
I Sparta fanns det män som levde och klädde sig som kvinnor, som var accepterade i samhället. De sågs som kvinnor och hade samma ställning som dessa i samhällshierarkin.

## Medeltiden

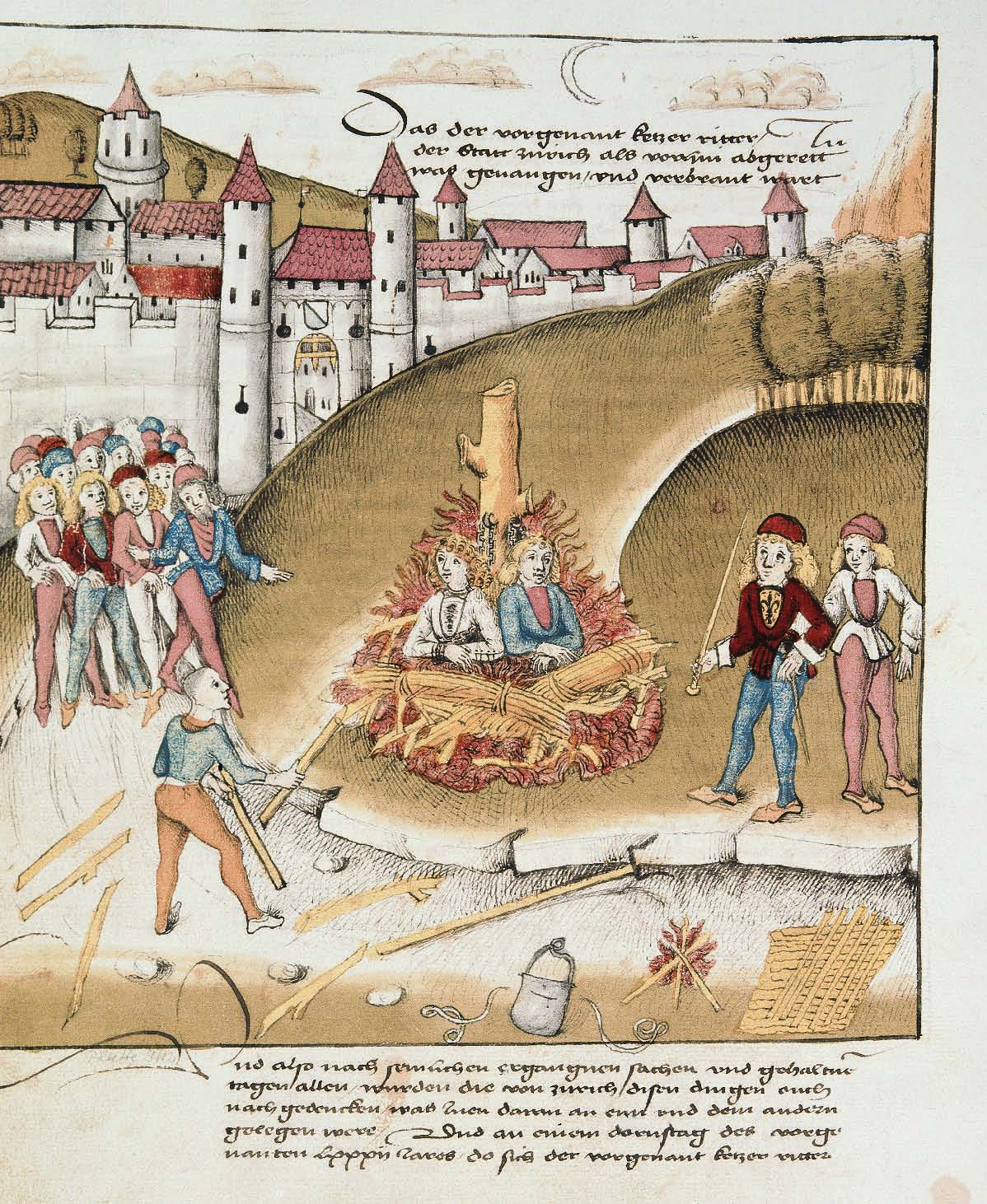
Ett par "sodomiter" bränns på bål, Zürich 1482.

Inom judisk-kristen tradition betraktas sex normalt som synd, undantaget är sex mellan gifta makar där syftet är reproduktion, därmed ses även sex mellan samkönade par ofta som en synd (liksom utomäktenskaplig sex, icke reproduktiv sex inom äktenskapet samt ofta även onani). Efter Västroms fall och kristendomens ökande inflytandet ökade också intoleransen mot sex. Den bysantinske kejsaren Justinianus I införde på 500-talet dödsstraff för samkönat sex (den som var ångerfull hade dock möjlighet att skonas), men i senare tidigmedeltida källor är straffet botgöring inom kyrkan.
I takt med att Romarriket ersattes av olika kungadömen kvarstod en tolerant syn på samkönad sex i hela Europa, bortsett från i det Visigotiska Spanien, och även om det fanns kristna teologer som fortsatt fördömde icke reproduktiv sexualitet växte en genre av homosexuell litteratur fram under 1000- och 1100-talet, speciellt bland det läskunniga prästerskapet. Under senare delen av 1100-talet fram till 1400-talet ökade intoleransen mot samkönad sex markant, jämte förföljelse av judar, muslimer, hedningar och andra icke-kristna. Även om orsaken till denna förändring är något oklar är det troligt att en växande socioekonomisk ojämlikhet samt den Gregorianska reformrörelsen inom den Katolska kyrkan var viktiga faktorer. Dödsstraffet återkom genom kyrkliga reformer under högmedeltiden. Under denna tid var de tre grupperna av "huvudmisstänkta" munkar, unga adelsmän och studenter. Sexualbrott likställdes med kätteri, ett brott mot Gud, och de homosexuella kom att bli offer för Inkvisitionens härjningar. De värsta övergreppen mot homosexuella var dock regionala företeelser. Anklagelser om sodomi användes flitigt i det politiska livet. Ett exempel är Tempelherreorden som av Filip IV anklagades för bland annat kyssande av anus.
Det är värt att påpeka att det under medeltiden var sexuella handlingar som var förbjudna, s.k. sodomi, som inte ska förväxlas med vårt samtida begrepp homosexualitet. En sodomit var någon som utfört vissa handlingar snarare än en viss sorts person. Någon som var frestad att ägna sig åt sodomi men som inte gjorde det var inte en sodomit. Även personer som begick sodomi tillsammans med någon av motsatt kön (t.ex. oralsex) var en sodomit. Det förekom även att heterosexuella par brändes på bål eller blev halshuggna för att ha begått sodomi tillsammans med sin maka eller make inom äktenskapet. Dessutom var en person som ägnat sig åt sodomi men som visat ånger och svurit att inte göra det igen inte längre en sodomit. Könet på de som begick sodomi var normalt inte betydelsefullt, även om det också förekom medeltida teologer som ansåg samkönad sex utgjorde en allvarligare form av sexualbrott.
I Sverige nämns beskyllningar mot en man om att vara den passiva partnern i samlag med en annan man som ett okvädingsord i äldre västgötalagens (cirka 1280) rättslösabalk.
| "Iak sa at maþær sarþ þik." "Hvar ær þæt?" "Þu," koþ han. "Iak skyrskutæ þy at þu kallæþæ mik vkuæþins orþ ok firnær orþ." Þæt ær sextanørtoghæ sak i hvan þriþiung. | "Jag såg att en man satte på dig." "Vem är det?" "Du," sade han. "Jag kungör det att du kallade mig okvädingsord och skambeskyllningar." Det är sextonörtugasak i var tredjedel. —övers. Peter Pettersson |  |

Under senmedeltiden i Frankrike kunde två personer av samma kön skriva ett kontrakt "Affrérement" ("broderskap", fritt översatt). Det gick till så att man skrev ett kontrakt med vittnen och en notarie, där man lovade varandra att dela liv och tillgångar. Kontraktet var giltigt juridiskt. I vikingasamhället var varken manlig eller kvinnlig homosexualitet uttryckligen förbjudet. Däremot ansågs det förkastligt att vara den passiva i ett samkönat samlag mellan män, en sådan man ansågs ta kvinnans position. Män som var den aktiva parten accepterades dock.

## Nya tiden

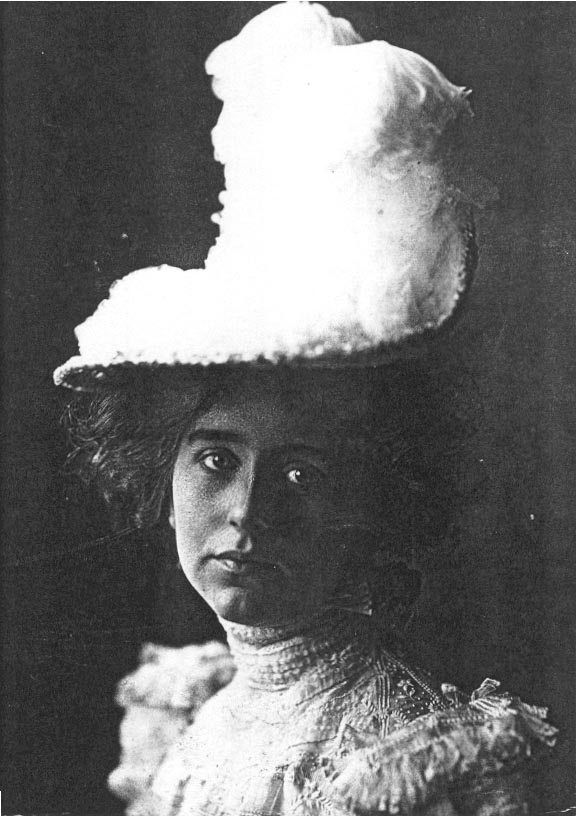
Natalie Clifford Barney (1876-1972), lesbisk amerikanska och poet som hade litterär salong och var framträdande i Paris homosexuella kretsar.

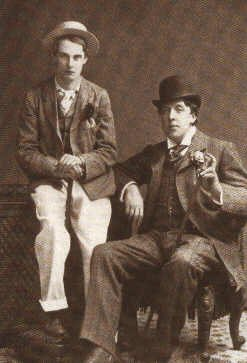
Oscar Wilde med sin älskare Alfred Douglas strax före rättegången 1894.

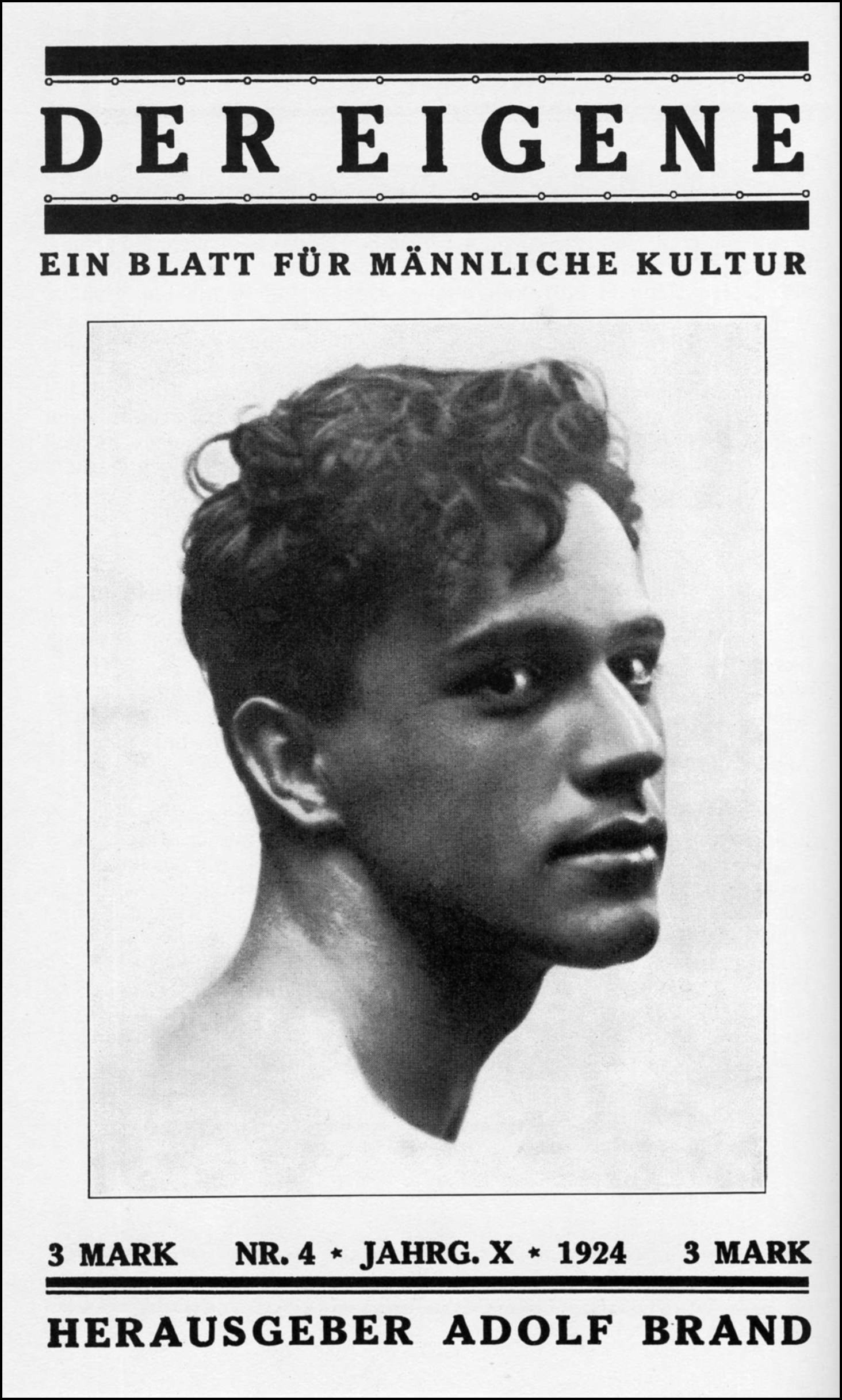
Der Eigene, världens första gaytidning som kom ut i Berlin.

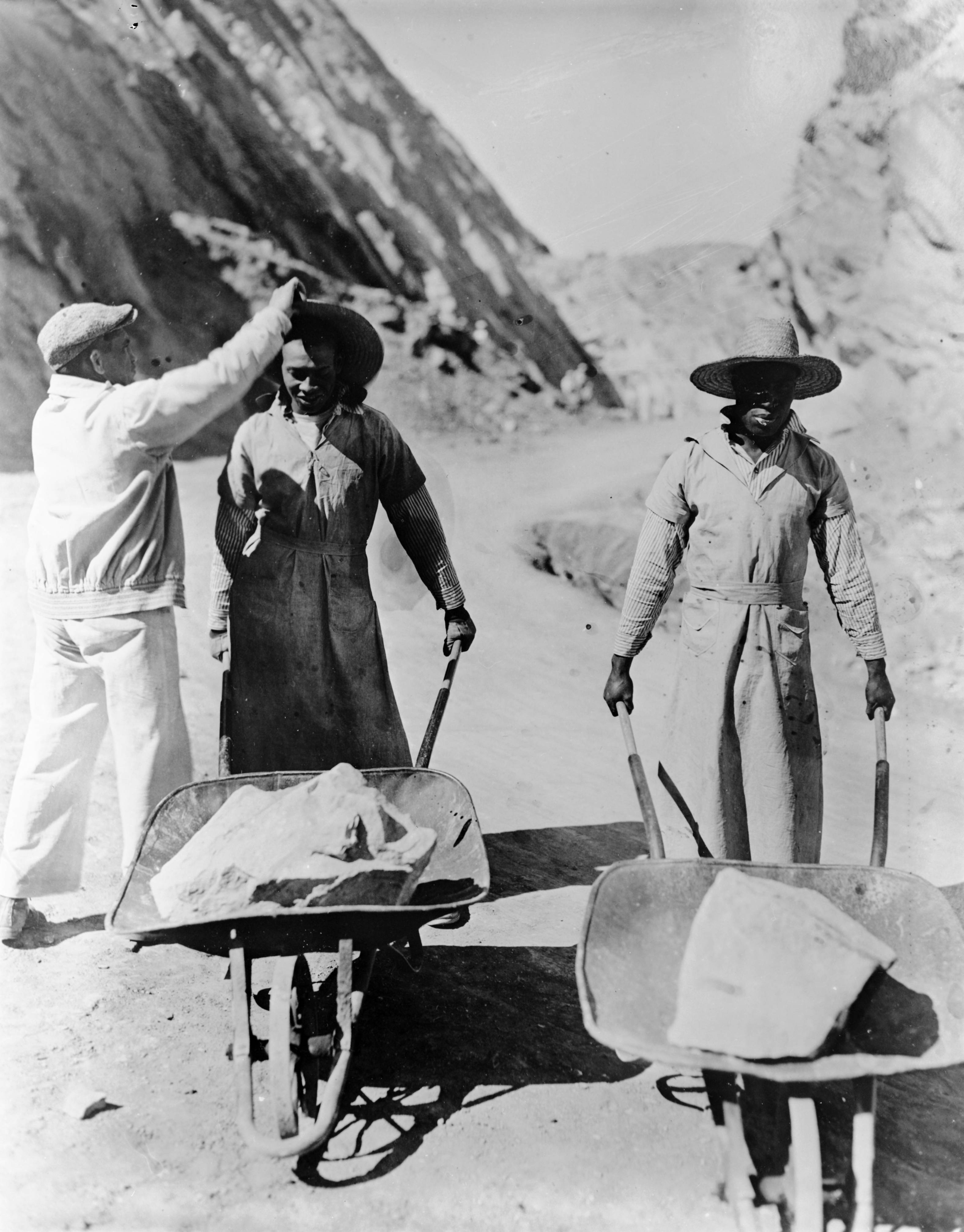
Homosexuella män straffas med att frakta stenblock iklädda klänningar. Colorado, USA ca 1905.

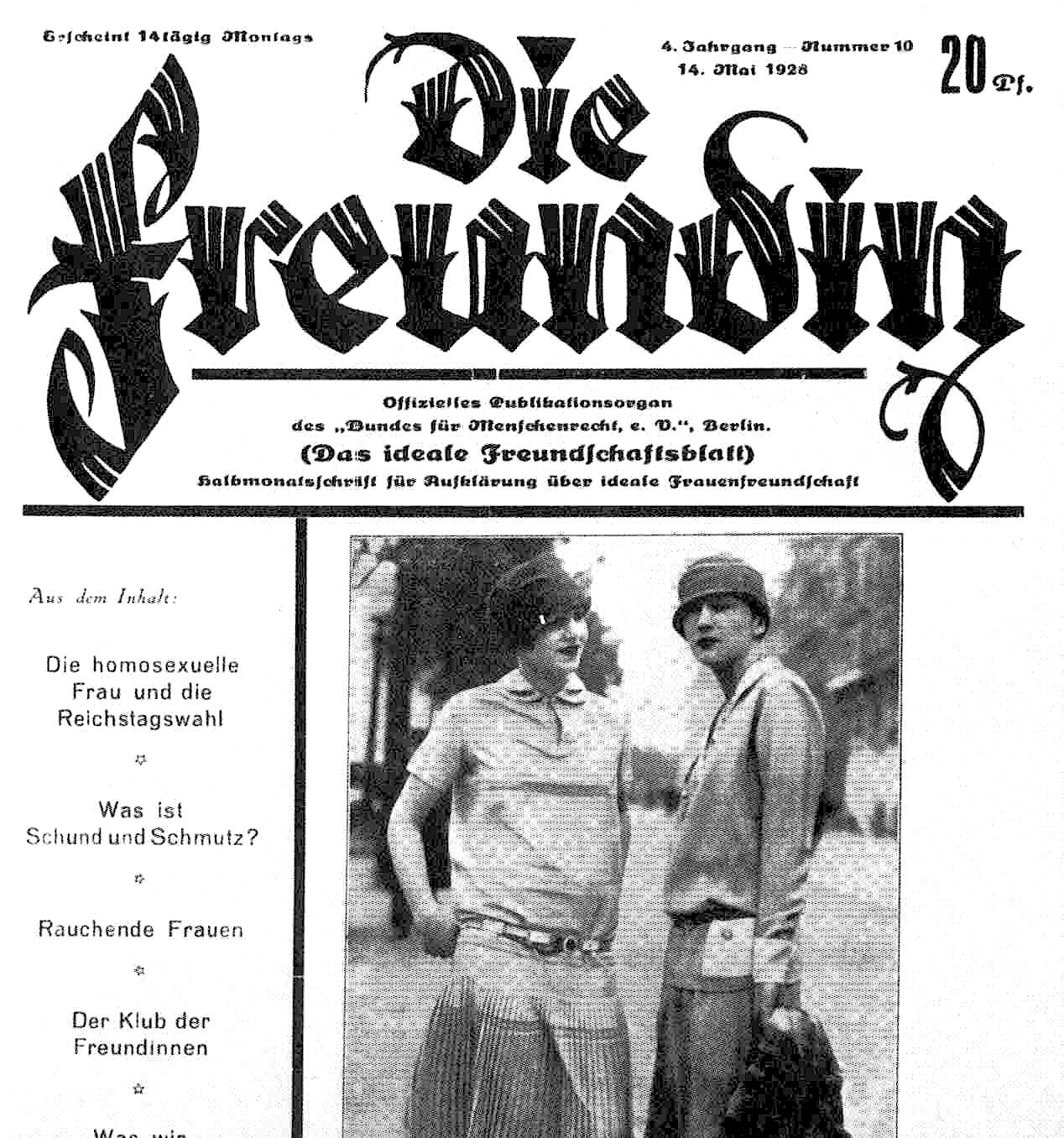
Den lesbiska tidningen Die Freundin (Väninnan), Berlin 1928.

Med renässansen börjar också det kulturella livet vakna. Visserligen var fortfarande homosexuella handlingar strikt förbjudna, men det fanns en möjlighet att skriva homoerotiskt. I bland annat Shakespeares sonetter finner man dubbelbottnade referenser till kärleken till en ung man i Shakespeares vänkrets.[källa behövs]
I både det protestantiska och det katolska Europa betraktades manlig homosexualitet som en stor synd som var förbjuden med dödsstraff.   Manlig homosexualitet betraktades som betydligt värre än kvinnlig, därför att samlag definierades som penetration, vilket innebar att lesbiska kvinnor per definition inte ansågs ägna sig åt sex. Kvinnliga homosexuella blev därför inte lika förföljda som manliga: i den minoritet av fall en kvinna ställdes inför rätta för homosexualitet var det mycket lättare för henne att bli frikänd än det var för en man, eftersom domstolarna vanligen krävde att den ena kvinnan hade klätt ut sig till en man och penetrerat den andra kvinnan med hjälp av ett redskap som en penisattrapp, för att en fällande dom skulle vara möjlig.
Även i Sverige finner man under Frihetstiden homoerotiska dikter av en ung förtvivlad man. Eftersom läsandet av de gamla grekerna hade blivit tillgängliga på modersmålet vid denna tid, ökade också möjligheten att ta efter deras kärleksförklaringar. Homosexualitet var dock fortfarande förbjudet; visserligen var attityden under sjuttonhundratalet åtminstone inom överklassen mycket tillåtande, men det rådde fortfarande dödsstraff; i till exempel Nederländerna avrättades sjuttio homosexuella män mellan 1730 och 1732.  
Under 1800-talet och början av 1900-talet var det i de flesta länder fortsatt förbjudet att idka homosexuella handlingar, kallat sodomi eller onaturlig otukt. Lagarna gällde nästan uteslutande manlig homosexualitet.
Den vanligaste påföljden för sodomi, onaturlig otukt eller ”brott mot naturen” var fängelse eller straffarbete. Överallt var homosexuella på olika sätt trakasserade och de tvingades ofta leva i det fördolda. Men runt sekelskiftet 1800/1900 framträdde flera öppet homosexuella personer; balettimpressarion Sergei Diaghilev, författarinnan Natalie Clifford Barney, läkaren Magnus Hirschfeld med flera. Världens första tidning för homosexuella "Der Eigene" kom ut 1896 i Berlin samt senare flera andra tidningar bl.a. lesbiska magasinet "Die Freundin". Berlin blev en samlingsplats för homosexuella redan från början av 1900-talet. Under Glada 1920-talet i stora städer som Berlin och Paris kunde homosexuella leva mer öppet. Situationen för de homosexuella började förbättras från 1960-talet och framåt i västvärlden även om diskriminerande och särlagstiftningar för homosexuella fortfarande existerar i många länder. Ända till 1991 klassades homosexualitet som en sinnessjukdom av Världshälsoorganisationen WHO.

### Sodomilagar i några västerländska länder
I Frankrike ströks sodomi ur den franska strafflagen som skrevs efter den franska revolutionen 1791. Homosexualitet fanns ej heller med i Napoleon I:s strafflag från 1810 och så har det förblivit. Homosexualitet var dock kriminaliserat under fyra år, 1940–1944, under Vichyregimen.
I Brasilien, som 1822 gjort sig självständigt från Portugal, avlägsnades sodomi ur strafflagen som skrevs 1830.
Homosexualitet var och är inte heller kriminaliserat i Italien. Det fanns inte med i nationens första strafflag från 1889. Homosexualitet anses vara en fråga om moral och religion och inte en angelägenhet för staten. 
I Tyskland gällde lagen mot manlig homosexualitet, paragraf 175 i tyska brottsbalken, som instiftades 1871. Lagen förstärktes av nazisterna 1935. Straffet var fängelse eller straffarbete och i Nazityskland sändes tiotusentals homosexuella män till koncentrationsläger. 1957 avkriminaliserades homosexuella handlingar mellan män över 21 år i Östtyskland och 1969 i Västtyskland. När Tyskland enades 1994 ströks alla hänvisningar till homosexualitet i strafflagen.
I Ryssland straffades homosexuella män enligt lagen från 1832 med upp till fem år i Sibirien, men lagen tillämpades sällan. Efter ryska revolutionen 1914 avkriminaliserades homosexualitet men 1933 återinfördes homosexualitet i strafflagen och avskaffades först 1993 efter Sovjetunionens fall. Under 2013 blev så kallad "homosexuell propaganda" olaglig och homosexuellas rättigheter inskränktes.
Homosexualitet avkriminaliserades i Polen 1932 och i Danmark 1933. Manlig prostitution var förbjuden i Polen till 1969 och först 1991 ströks homosexualitet från listan över sjukdomar.
På Island avkriminaliserades homosexualitet 1940 och i Kanada 1969.
I Storbritannien var manlig homosexualitet belagd med dödsstraff till 1861 då det ändrades till fängelsestraff. År 1967 infördes en lag i England och Wales som avkriminaliserade homosexuella handlingar mellan samtyckande män över 21 år. I Skottland och Nordirland, förblev homosexualitet straffbelagt till 1981 respektive 1982.
I USA skrevs lagar rörande homosexualitet inte av den federala regeringen utan av varje delstat. Homosexualitet, med benämningen "brott mot naturen", förekommer för första gången i en delstatslag 1828. Fram till 1962 var sodomi ett brott i alla delstater och straffades med fängelse eller straffarbete. Den första delstaten som avkriminaliserade sodomi var Illinois 1962. På 1970-talet avskaffade cirka 20 delstater de så kallade sodomilagarna. År 2002 hade 36 av 50 delstater avskaffat sina sodomilagar. Genom rättegångsfallet Lawrence v. Texas 2003 fastslog USA:s högsta domstol att delstatslagar som kriminaliserar människors privata liv strider mot den amerikanska konstitutionen.

### Berlin
En stad som kan vara särskilt intressant att studera är Berlin. Redan under kejsartiden hade staden gjort sig ett rykte som en "dekadent" stad. Berlin var i början av 1900-talet en av världens snabbast växande industristäder med en inflyttning på i genomsnitt 100000 personer om året. Det var även en stor garnisonsstad där kejsarens arméer utbildades vilket förmodligen bidrog till att attityderna inte var så hårda mot sådana som uppfattades som avvikande människor som annorstädes. Det var framförallt under 1920-talet som staden kom att bli ett centrum för homosexuella. 1922 ledde läkaren Magnus Hirschfeld en demonstration i Berlin tillsammans med 400 andra män för att upphäva paragraf 175 i den tyska lagboken, en lag som förbjöd könsumgänge mellan män. De homosexuella nådde aldrig sådan framgång som under Weimarrepublikens tid men attityderna i Berlin under denna tid var att i stort sett allt var tillåtet, så om två män hade sex med varandra spelade det ingen roll. I själva verket var själva normlösheten en viktig poäng. Denna period av tidigare sällan skådad öppenhet och tolerans mot homosexuella fick ett abrupt slut i och med nazisternas maktövertagande 1933. Magnus Hirschfeld som var homorörelsens främste talesman tvingades fly från Tyskland och hans institut brändes ned av nazisterna, liksom hans skrifter.
Efter andra världskriget har Berlin sakta men säkert återtagit sin forna ställning som en av världens gayvänligaste städer och man nådde otvivelaktigt stort erkännande när Klaus Wowereit, Berlins borgmästare 2001–2014, förklarade "jag är bög – och det är bra så" i samband med sitt tillträdande. I Berlin räknar man med att det bor omkring 300 000 homosexuella, såväl män som kvinnor, i en stad på 3,5 miljoner invånare.

### Sverige
I 18 kap 10 § svenska strafflagen bestraffades homosexuella samlag med straffarbete dock högst i två år: Öfwar någon med annan person otukt som emot naturen är eller öfvar någon otukt med djur; warde dömd till straffarbete i högst två år.
Straffbestämmelsen togs bort 1934. Detta skedde efter en riksdagsmotion till 1933 års riksdag av Vilhelm Lundstedt (s). Bakgrunden var ett antal uppmärksammade fall av utpressning där offren tett sig dubbelt skyddslösa. Dels hade de gjort sig skyldiga till kriminell otukt mot naturen, som den gängse termen löd, dels var utpressning ännu laglig. Eftersom offret i allmänhet var äldre än utpressaren riskerade offret ofta betydligt strängare straff än utpressaren.
Därtill riskerade offret efter rättegång och straff att förlora sitt anseende, sin samhällsställning och sin inkomst.
Homosexuella handlingar var fortsatt olagliga fram till 1944, då homosexualitet istället kom att betraktas som en sjukdom. Sjukdomsstämplen kvarstod till 1979, då en aktion i Socialstyrelsens trappa resulterade i att den nytillträdda chefen för socialstyrelsen, folkpartisten Barbro Westerholm, avskaffade sjukdomsbegreppet.

### Den moderna hbtq-rörelsen
Under 1960-talet växte en politiskt medveten gayrörelse med rötter i främst San Francisco och New York fram som förde upp de homosexuellas rättigheter på den politiska dagordningen och predikade stolthet (pride) över sin sexuella läggning. Mycket av den moderna gayrörelsens grund går tillbaka till Stonewallupproret 1969 i New York, efter ett polistillslag på den av homosexuella, och transpersoner, ofta besökta klubben Stonewall. Ett år efter upploppet startade den ursprungliga Prideparaden, New York Pride, som minne av revolten. Den kampen underlättades av den rådande tidsandan med en friare syn på kärlek och med medborgarrättsrörelsens kamp mot rasdiskrimineringen i USA samt ett öppnare samhälle. Med start under 1980-talet kom flera kändisar ut ur garderoben,(se Komma ut ur garderoben) vilket gjorde det lättare för andra homosexuella att göra det. Fram till 1979 räknades homosexualitet som en psykisk sjukdom av Socialstyrelsen. Numera firas till exempel Pride-festivalen, ibland med närvaro av företrädare för det officiella Sverige, exempelvis statsråd. Sverige fick 2006 sina första öppet homosexuella (Andreas Carlgren) och bisexuella (Tobias Billström) ministrar.

## Källhänvisningar